# Bituminaria bituminosa
Bituminaria bituminosa (L.) C.H.Stirt. è una pianta perenne della famiglia delle Fabacee caratteristica del bacino del Mediterraneo. Si trova in siepi, luoghi incolti e boscaglie fino a 1000 m di altitudine.
Il nome fa riferimento al caratteristico odore di bitume che viene prodotto da ghiandole resinose sulla pianta.

## Descrizione
Le foglie sono alterne, stipolate, composte, di forma lanceolata e picciolate.
I fiori, papillionacei, sono riuniti in infiorescenze emisferiche (diametro di 2 – 3 cm). Fiorisce da aprile a luglio.